# National Basketball Association 1990-1991
La stagione della National Basketball Association 1990-1991 fu la 45ª edizione del campionato NBA. La stagione si concluse con la vittoria dei Chicago Bulls, che sconfissero i Los Angeles Lakers per 4-1 nelle finali NBA.

## Squadre partecipanti
- Atlanta Hawks
- Boston Celtics
- Charlotte Hornets
- Chicago Bulls
- Cleveland Cavaliers
- Dallas Mavericks
- Denver Nuggets
- Detroit Pistons
- G.S. Warriors
- Houston Rockets
- Indiana Pacers
- L.A. Clippers
- L.A. Lakers
- Miami Heat

- Milwaukee Bucks
- Minnesota T'wolves
- N.J. Nets
- N.Y. Knicks
- Orlando Magic
- Phoenix Suns
- Philadelphia 76ers
- Portland T. Blazers
- Sacramento Kings
- San Antonio Spurs
- Seattle S.Sonics
- Utah Jazz
- Washington Bullets

## Classifica finale

### Eastern Conference
| Squadra            | V  | P  | %    | GB |
| ------------------ | -- | -- | ---- | -- |
| Boston Celtics     | 56 | 26 | 68,3 | -  |
| Philadelphia 76ers | 44 | 38 | 53,7 | 12 |
| New York Knicks    | 39 | 43 | 47,6 | 17 |
| Orlando Magic      | 31 | 51 | 37,8 | 24 |
| Washington Bullets | 30 | 52 | 36,6 | 26 |
| New Jersey Nets    | 26 | 56 | 31,7 | 30 |
| Miami Heat         | 24 | 58 | 29,3 | 32 |

| Squadra             | V  | P  | %    | GB |
| ------------------- | -- | -- | ---- | -- |
| Chicago Bulls C     | 61 | 21 | 74,4 | -  |
| Detroit Pistons     | 50 | 32 | 61,0 | 11 |
| Milwaukee Bucks     | 48 | 34 | 58,5 | 13 |
| Atlanta Hawks       | 43 | 39 | 52,4 | 18 |
| Indiana Pacers      | 41 | 41 | 50,0 | 20 |
| Cleveland Cavaliers | 33 | 49 | 40,2 | 28 |
| Charlotte Hornets   | 26 | 56 | 31,7 | 35 |

### Western Conference
| Squadra                | V  | P  | %    | GB |
| ---------------------- | -- | -- | ---- | -- |
| San Antonio Spurs      | 55 | 27 | 67,1 | -  |
| Utah Jazz              | 54 | 28 | 65,9 | 1  |
| Houston Rockets        | 52 | 30 | 63,4 | 3  |
| Minnesota Timberwolves | 29 | 53 | 35,4 | 26 |
| Dallas Mavericks       | 28 | 54 | 34,1 | 27 |
| Denver Nuggets         | 20 | 62 | 24,4 | 35 |

| Squadra                | V  | P  | %    | GB |
| ---------------------- | -- | -- | ---- | -- |
| Portland Trail Blazers | 63 | 19 | 76,8 | -  |
| Los Angeles Lakers     | 58 | 24 | 70,7 | 5  |
| Phoenix Suns           | 55 | 27 | 67,1 | 8  |
| Golden State Warriors  | 44 | 38 | 53,7 | 19 |
| Seattle SuperSonics    | 41 | 41 | 50,0 | 22 |
| Los Angeles Clippers   | 31 | 51 | 37,8 | 32 |
| Sacramento Kings       | 25 | 57 | 30,5 | 38 |

## Vincitore
| Campione NBA 1990-1991    |
| ------------------------- |
| Chicago Bulls (1º titolo) |

## Statistiche
| Categoria             | Giocatore       | Squadra                | Stat |
| --------------------- | --------------- | ---------------------- | ---- |
| Punti per gara        | Michael Jordan  | Chicago Bulls          | 31,5 |
| Rimbalzi per gara     | David Robinson  | San Antonio Spurs      | 13,0 |
| Assist per gara       | John Stockton   | Utah Jazz              | 14,2 |
| Palle rubate per gara | Alvin Robertson | Milwaukee Bucks        | 3,0  |
| Stoppate per gara     | Hakeem Olajuwon | Houston Rockets        | 3,9  |
| FG%                   | Buck Williams   | Portland Trail Blazers | 60,2 |
| FT%                   | Reggie Miller   | Indiana Pacers         | 91,8 |
| 3FG%                  | Jim Les         | Sacramento Kings       | 46,1 |

## Premi NBA
- NBA Most Valuable Player Award: Michael Jordan, Chicago Bulls
- NBA Rookie of the Year Award: Derrick Coleman, New Jersey Nets
- NBA Defensive Player of the Year Award: Dennis Rodman, Detroit Pistons
- NBA Sixth Man of the Year Award: Detlef Schrempf, Indiana Pacers
- NBA Most Improved Player Award: Scott Skiles, Orlando Magic
- NBA Coach of the Year Award: Don Chaney, Houston Rockets
- NBA Executive of the Year Award: Bucky Buckwalter, Portland Trail Blazers
- All-NBA First Team:
  - F - Karl Malone, Utah Jazz
  - F - Charles Barkley, Philadelphia 76ers
  - C - David Robinson, San Antonio Spurs
  - G - Michael Jordan, Chicago Bulls
  - G - Magic Johnson, Los Angeles Lakers
- All-NBA Second Team:
  - F - Dominique Wilkins, Atlanta Hawks
  - F - Chris Mullin, Golden State Warriors
  - C - Patrick Ewing, New York Knicks
  - G - Kevin Johnson, Phoenix Suns
  - G - Clyde Drexler, Portland Trail Blazers
- All-NBA Third Team:
  - F - James Worthy, Los Angeles Lakers
  - F - Bernard King, Washington Bullets
  - C - Hakeem Olajuwon, Houston Rockets
  - G - John Stockton, Utah Jazz
  - G - Joe Dumars, Detroit Pistons
- All-Defensive First Team:
  - Michael Jordan, Chicago Bulls
  - Alvin Robertson, Milwaukee Bucks
  - David Robinson, San Antonio Spurs
  - Dennis Rodman, Detroit Pistons
  - Buck Williams, Portland Trail Blazers
- All-Defensive Second Team:
  - Joe Dumars, Detroit Pistons
  - John Stockton, Utah Jazz
  - Hakeem Olajuwon, Houston Rockets
  - Scottie Pippen, Chicago Bulls
  - Dan Majerle, Phoenix Suns
- All-Rookie First Team:
  - Dee Brown, Boston Celtics
  - Kendall Gill, Charlotte Hornets
  - Derrick Coleman, New Jersey Nets
  - Dennis Scott, Orlando Magic
  - Lionel Simmons, Sacramento Kings
- All-Rookie Second Team:
  - Chris Jackson, Denver Nuggets
  - Gary Payton, Seattle SuperSonics
  - Felton Spencer, Minnesota Timberwolves
  - Travis Mays, Sacramento Kings
  - Willie Burton, Miami Heat